# 100.000 Whys
100.000 Whys (十萬個為什麼S, lett. "100 000 perché") è un album studio cantopop del 1993, della cantante cinese Wang Fei, conosciuta anche con il nome d'arte Faye Wong.

## Tracce
1. 流非飛 (Lau Fei Fei)
Scorrere non volare
2. Summer of Love
Estate d'amore
3. 如風 (Yu Foong)
Come vento
4. 冷戰 (Laang Jeen)
Guerra fredda
5. 長大 (Jeung Dai)
Matura / Crescere
6. 若你真愛我 (Yerk Nei Jun Ngoi Ngor)
Se mi ami ancora una volta / Se mi ami davvero
7. 動心 (Dong Xin)
Cuore tentato
8. 雨天沒有你 (Yu Teen Moot Yau Nei)
Giorni piovosi senza di te
9. 誘惑我 (You Huo Wo)
Tentami
10. Do Do Da Da
11. Do We Really Care
Ce ne importa davvero?